# Government of India Act del 1935
Il Government of India Act 1935 fu l'ultima costituzione dell'India britannica e rimase in vigore fino al 1947, anno in cui l'Impero anglo-indiano venne suddivisso in India e Pakistan. La costituzione venne originariamente approvata nell'agosto 1935 (25 e 26 Geo. 5 c. 42), e si dice che sia stato il più lungo Act of Parliament britannico mai promulgato sino a quel momento. A causa della sua lunghezza, la legge venne divisa retroattivamente dal Government of India Act 1935 (Ristampa) in due leggi separate (26 Geo. 5 & 1 Edw. 8 c. 1):
1. Il Government of India Act 1935 (26 Geo. 5 & 1 Edward. 8 c. 2)
2. Il Government of Burma Act 1935 (26 Geo. 5 & 1 Edward. 8 c. 3)

La legge portò a:
- Separazione della Birmania dall'India britannica, in vigore dal 1º aprile 1937.
- Istituzione della Reserve Bank of India (RBI).
- Istituzione della Federal Public Service Commission (FPSC), di una Provincial Public Service Commission (PPSC) in ciascuna provincia, e della JPSC.
- Creazione della Corte federale nel 1937.
- Bicameralismo in 6 province (Bombay, Madras, Bengala, Bihar, Assam e Province Unite) su 11.

## Quadro generale
Le caratteristiche più significative della legge erano:
- La concessione di un'ampia misura di autonomia alle province dell'India britannica (ponendo fine al sistema di diarchia introdotto dal Government of India Act 1919 )
- Disposizione per l'istituzione di una "Federazione dell'India", composta sia dall'India britannica che da alcuni o da tutti gli "Stati principeschi"
- L'introduzione delle elezioni dirette, aumentando così il diritto di voto da cinque milioni a trentacinque milioni di persone
- Una parziale riorganizzazione delle province: 
  - Sindh venne separato da Bombay
  - Bihar e Orissa venne suddivisa nelle province separate di Bihar e di Orissa
  - La Birmania venne completamente separata dall'India
  - Anche Aden venne staccata dall'India e stabilita come colonia separata della Corona
- L'appartenenza alle assemblee provinciali venne modificata per includere un numero qualsiasi di rappresentanti indiani eletti, che ora erano in grado di formare maggioranze ed essere nominati per formare governi
- L'istituzione di una Corte federale

Tuttavia, il grado di autonomia introdotto a livello provinciale era soggetto a limitazioni importanti: i governatori provinciali conservavano importanti poteri di riserva e le autorità britanniche conservavano anche il diritto di sospendere il governo responsabile.
Le parti della legge intese a istituire la Federazione dell'India non entrarono mai in vigore, a causa dell'opposizione dei governanti degli stati principeschi. Le restanti parti della legge entrarono in vigore nel 1937, quando si tennero anche le prime elezioni ai sensi della legge. Le caratteristiche di questo atto erano le seguenti; esso prevedeva l'istituzione di tutte le federazioni indiane costituite da province e stati principeschi come unità. L'atto suddivideva i poteri tra centro e unità in tre liste: Lista federale, Lista provinciale e Lista concorrente.

## Antefatti
Gli indiani chiedevano sempre più un ruolo maggiore nel governo del loro paese sin dalla fine del XIX secolo. Il contributo indiano allo sforzo bellico britannico durante la prima guerra mondiale fece sì che anche gli elementi più conservatori dell'establishment politico britannico sentissero la necessità di un cambiamento costituzionale, che sfociò nel Government of India Act 1919. Tale legge introdusse un nuovo sistema di governo noto come "diarchia" provinciale, vale a dire che alcuni settori del governo (come l'istruzione) vennero posti nelle mani dei ministri responsabili davanti al legislatore provinciale, mentre altri (come l'ordine pubblico e la finanza) vennero mantenuti nelle mani di funzionari responsabili nei confronti del governatore provinciale nominato dagli inglesi. Sebbene la legge riflettesse la richiesta di un ruolo maggiore nel governo da parte degli indiani, rifletteva anche i timori britannici su ciò che quel ruolo avrebbe potuto significare in pratica per l'India (e ovviamente per gli interessi britannici lì).
L'esperimento con la diarchia si rivelò insoddisfacente. Una particolare frustrazione per i politici indiani era che anche per quelle aree su cui avevano ottenuto il controllo nominale, i "cordoni della borsa" erano ancora nelle mani della burocrazia britannica.
L'intenzione era che una revisione degli accordi costituzionali dell'India si sarebbe tenuta dieci anni dopo la legge del 1919. In effetti, la revisione venne condotta in anticipo dalla Commissione Simon, il cui rapporto proponeva la demolizione della diarchia e l'introduzione di un grado molto più ampio di governo responsabile nelle province. Questa proposta fu controversa in Gran Bretagna, dimostrando il divario in rapida espansione tra le opinioni britanniche e indiane sull'opportunità, l'estensione e la velocità del progresso verso il sistema di autogoverno promesso contenuto nel preambolo della legge del 1919.
Sebbene la Commissione Simon avesse raccolto prove in India, lì aveva incontrato opposizione e le sue conclusioni non furono accettate dal Congresso (il più grande partito politico). Nel tentativo di coinvolgere maggiormente gli indiani nell'elaborazione di un nuovo quadro costituzionale, all'inizio degli anni '30 si tennero una serie di Conferenze della Tavola Rotonda, a cui parteciparono a volte rappresentanti dei principali partiti politici indiani, così come degli stati principeschi. L'accordo venne raggiunto in linea di principio per l'introduzione di un sistema di governo federale, comprendente le province dell'India britannica e quegli stati principeschi che erano disposti ad aderirvi. Tuttavia, la divisione tra il Congresso ed i rappresentanti musulmani si rivelò un fattore importante nell'impedire un accordo su molti dei dettagli importanti di come la federazione avrebbe funzionato nella pratica.
Il nuovo governo nazionale a Londra dominato dai conservatori decise di procedere con la stesura delle proprie proposte (libro bianco, marzo 1933). Un comitato ristretto parlamentare congiunto, presieduto da Lord Linlithgow, esaminò le proposte del libro bianco per un anno e mezzo tra l'aprile 1933 e il novembre 1934, in mezzo a molta opposizione di Winston Churchill e altri conservatori di secondo piano. La Camera dei Comuni approvò la relazione del Comitato Ristretto Congiunto a dicembre dopo un discorso emolliente del leader conservatore Stanley Baldwin, che dichiarò di rispettare la posizione di principio degli oppositori del disegno di legge e di non desiderare che i sentimenti nel suo stesso partito diventassero permanentemente amareggiati.
Sulla base del libro bianco, venne inquadrato il disegno di legge del governo indiano. Era immensamente lungo, conteneva 473 clausole e 16 programmi, e le relazioni dei dibattiti occupavano 4.000 pagine di resocontazione. Nella fase del comitato e successivamente, per placare gli irriducibili, vennero rafforzate le "salvaguardie" e vennero ripristinate le elezioni indirette per l'Assemblea legislativa centrale (la camera bassa del governo centrale). Il Partito Laburista di opposizione si oppose alla terza lettura del disegno di legge perché non conteneva alcuna promessa specifica di status di dominion per l'India. Esso ricevette l'assenso reale e venne convertito in legge il 2 agosto 1935.
Come risultato di questo processo, sebbene il Government of India Act 1935 avesse lo scopo di andare in qualche modo a soddisfare le richieste indiane, sia i dettagli del disegno di legge che la mancanza di coinvolgimento indiano nella stesura del suo contenuto fecero sì che la legge incontrasse una tiepida risposta nella migliore delle ipotesi in India, pur dimostrandosi ancora troppo radicale per un elemento significativo in Gran Bretagna.

## Caratteristiche

### Nessun preambolo: l'ambiguità dell'impegno britannico per lo status di dominion
Sebbene fosse diventato raro che gli Acts of Parliament britannici contenessero un preambolo, l'assenza di uno di essi dal Government of India Act 1935 contrasta nettamente con la legge del 1919, che esponeva l'ampia filosofia degli obiettivi di quella legge per lo sviluppo politico indiano. Il preambolo di tale legge citava e s'incentrava sulla dichiarazione del Segretario di Stato per l'India, Edwin Montagu, alla Camera dei Comuni il 20 agosto 1917, che prometteva "lo sviluppo graduale delle istituzioni di autogoverno, in vista della progressiva realizzazione del governo responsabile in India come parte integrante dell'Impero britannico".
Le richieste indiane erano ormai incentrate sul fatto che l'India britannica raggiungesse la parità costituzionale con i Dominion esistenti (Australia, Canada, Terranova, Stato Libero d'Irlanda, Nuova Zelanda e Unione del Sudafrica) che avrebbe significato completa autonomia all'interno dell'Impero britannico. Un elemento significativo negli ambienti politici britannici dubitava che gli indiani fossero in grado di governare il proprio paese su questa base e vedeva lo status di Dominion come qualcosa a cui si poteva, forse, mirare dopo un lungo periodo di graduale sviluppo costituzionale, con sufficienti "salvaguardie".
Questa tensione tra e all'interno delle opinioni indiane e britanniche portò al goffo compromesso della legge del 1935, che non aveva un preambolo proprio ma manteneva il preambolo della legge del 1919 anche mentre abrogava il resto di quella legge. Non sorprende che ciò venne visto in India come messaggi ancora più contrastanti da parte degli inglesi, suggerendo nel migliore dei casi un atteggiamento tiepido e nel peggiore dei casi un approccio "minimo necessario" per soddisfare i desideri indiani.

### Nessuna "dichiarazione dei diritti"
In comune con la legislazione costituzionale del Commonwealth dell'epoca, la legge non includeva una "carta dei diritti" all'interno del nuovo sistema che mirava a stabilire. Tuttavia, nel caso della proposta Federazione dell'India, c'era un'ulteriore complicazione nell'incorporare un tale insieme di diritti, poiché la nuova entità avrebbe incluso nominalmente sovrani (e generalmente autocratici) gli stati principeschi.
Tuttavia, alcuni presero in considerazione un approccio diverso, poiché la bozza di costituzione schematica nel Rapporto Nehru includeva tale carta dei diritti.

### "Salvaguardie" eccessive
Alla partizione dell'India nel 1947, con relativamente pochi emendamenti, la legge divenne le costituzioni provvisorie funzionanti di India e Pakistan.
La legge non solo era estremamente dettagliata, ma conteneva anche molte "salvaguardie" progettate per consentire al governo britannico d'intervenire ogni volta che vedeva la necessità di mantenere le responsabilità e gli interessi britannici. Per raggiungere questo obiettivo, a fronte di un'indianizzazione gradualmente crescente delle istituzioni del governo indiano, la legge concentrò la decisione per l'uso e l'effettiva amministrazione delle salvaguardie nelle mani del viceré di nomina britannica e dei governatori provinciali che erano soggetti al controllo del Segretario di Stato per l'India.
«Dati gli enormi poteri e responsabilità che il Governatore generale deve esercitare a sua discrezione o secondo il suo giudizio individuale, è ovvio che lui (il Viceré) dovrebbe essere una specie di Superman. Deve avere tatto, coraggio e capacità ed essere dotato di una capacità infinita per il duro lavoro. "Abbiamo messo in questo disegno di legge molte salvaguardie", ha detto Sir Robert Horne [...] "ma tutte quelle salvaguardie ruotano attorno a un singolo individuo, e questo è il viceré. È il perno dell'intero sistema [...]. Se il viceré fallisce, niente può salvare il sistema che hai impostato". Questo discorso rifletteva il punto di vista degli irriducibili conservatori che erano inorriditi dalla prospettiva che un giorno potesse esserci un viceré nominato da un governo laburista».

### La natura del governo rappresentativo
Una lettura attenta della legge rivela che il governo britannico si era dotato degli strumenti giuridici riprendere il controllo totale in qualsiasi momento lo ritenesse desiderabile. Tuttavia, farlo senza una buona ragione avrebbe fatto crollare totalmente la loro credibilità presso i gruppi in India il cui sostegno mirava a garantire la legge. Alcuni punti di vista contrastanti:
"Nel governo federale [...] si presenta la parvenza di un governo responsabile. Ma manca la realtà, poiché i poteri in materia di difesa e affari esteri necessariamente, per come stanno le cose, affidati al Governatore generale limitano in modo vitale l'ambito dell'attività ministeriale e la misura della rappresentanza data ai governanti degli Stati indiani nega ogni possibilità anche solo dell'inizio del controllo democratico. Sarà una questione del massimo interesse per assistere allo sviluppo di una forma di governo così unica; certamente, se funziona con successo, il merito più alto sarà dovuto alla capacità politica dei leader indiani, che hanno difficoltà infinitamente più gravi da affrontare rispetto agli statisti coloniali che hanno sviluppato il sistema di autogoverno che ora è culminato nello status di Dominion".
Lord Lothian, in un discorso durato quarantacinque minuti, uscì direttamente con il suo punto di vista, non sul disegno di legge:
"Sono d'accordo con gli irriducibili che è stata una resa. Voi, che non siete abituati a nessuna costituzione, non potete realizzare quale grande potere eserciterete. Se guardate la costituzione sembra che tutti i poteri siano conferiti nel Governatore generale e nel Governatore. Ma non tutti i poteri qui sono conferiti al Re? Tutto viene fatto in nome del Re, ma il Re interferisce mai? Una volta che il potere passa nelle mani del legislatore, il Governatore o il Governatore generale non interferirà mai. [...] Il Servizio Civile sarà utile. Anche voi ve ne renderete conto. Una volta stabilita una politica, la eseguiranno lealmente e fedelmente [...] Non abbiamo potuto farne a meno. Abbiamo dovuto combattere gli irriducibili qui. Non potete rendervi conto del grande coraggio dimostrato da Mr. Baldwin e da Sir Samuel Hoare. Non volevamo risparmiare gli irriducibili perché dovevamo parlare in una lingua diversa. [...] Questi vari incontri – e a tempo debito G. D. [Birla], prima del suo ritorno a settembre, ha incontrato praticamente tutti coloro che erano importanti negli affari anglo-indiani - ha confermato l'opinione originale di G. D. secondo cui le differenze tra i due paesi erano in gran parte psicologiche, le stesse proposte aperte ad interpretazioni opposte. Probabilmente non si era reso conto prima della sua visita di quanto considerevoli fossero state, agli occhi dei conservatori britannici, le concessioni [...] in patria come in India.

### False equivalenze
È un atto molto importante nella storia indiana. "La legge, nella sua maestosa uguaglianza, proibisce ai ricchi come ai poveri di dormire sotto i ponti, di mendicare per le strade e di rubare il pane."
Ai sensi della legge, i cittadini britannici residenti nel Regno Unito e le società britanniche registrate nel Regno Unito dovevano essere trattati sulla stessa base dei cittadini indiani e delle società registrate in India, a meno che la legge del Regno Unito negasse il trattamento reciproco. L'ingiustizia di questo accordo è evidente se si considera la posizione dominante della capitale britannica in gran parte del settore moderno indiano e il dominio completo, mantenuto attraverso pratiche commerciali sleali, degli interessi marittimi del Regno Unito nel traffico marittimo internazionale e costiero dell'India, l'assoluta insignificanza di capitale indiano in Gran Bretagna e l'inesistenza di coinvolgimento indiano nelle spedizioni verso o all'interno del Regno Unito. Esistevano disposizioni molto dettagliate che imponevano al viceré d'intervenire se, a suo inappellabile punto di vista, qualsiasi legge o regolamento indiano intendeva, di fatto, discriminare i soggetti britannici residenti nel Regno Unito, le società registrate in Gran Bretagna e, in particolare, gli interessi marittimi britannici.
"Il Comitato Congiunto ha preso in considerazione il suggerimento che il commercio con i paesi stranieri dovrebbe essere fatto dal Ministro del Commercio, ma ha deciso che tutti i negoziati con i paesi stranieri dovrebbero essere condotti dal Ministero degli Esteri o dal Dipartimento degli Affari Esteri in quanto sono nel Regno Unito. Nel concludere accordi di questo tipo, il Ministro degli Esteri consulta sempre il Board of Trade e si presumeva che il Governatore generale avrebbe consultato allo stesso modo il Ministro del Commercio in India. Questo può essere vero, ma l'analogia stessa è falsa. Nel Regno Unito, entrambi i dipartimenti sono soggetti allo stesso controllo legislativo, mentre in India uno è responsabile davanti al legislatore federale e l'altro davanti al Parlamento imperiale".

### Difficoltà ad offrire ulteriori agevolazioni
Dal momento della dichiarazione di Montagu del 1917, il processo di riforma doveva essere all'avanguardia se gli inglesi volevano mantenere l'iniziativa strategica. Tuttavia, il sentimento imperialista e la mancanza di realismo nei circoli politici britannici lo resero impossibile. Così le riluttanti concessioni condizionali di potere nelle leggi del 1919 e del 1935 causarono più risentimento e fallirono significativamente nell'ottenere al Raj il sostegno di gruppi influenti in India di cui c'era un disperato bisogno. Nel 1919 la legge del 1935, o anche il piano della Commissione Simon sarebbe stata ben accolta. Ci sono prove che Montagu avrebbe appoggiato qualcosa del genere, ma i suoi colleghi di governo non l'avrebbero preso in considerazione. Nel 1935, una costituzione che istituisse un Dominion d'India, comprendente le province indiane britanniche, avrebbe potuto essere accettabile in India sebbene non sarebbe stata approvata dal parlamento britannico.
'Considerando l'equilibrio di potere nel Partito Conservatore dell'epoca, l'approvazione di un disegno di legge più liberale di quello emanato nel 1935 è inconcepibile.'

### La parte provinciale
La parte provinciale della legge, che entrò in vigore automaticamente, seguì sostanzialmente le raccomandazioni della Commissione Simon. La diarchia provinciale venne abolita; cioè tutti i dicasteri provinciali dovevano essere affidati a ministri che godevano dell'appoggio delle legislature provinciali. I governatori provinciali nominati dagli inglesi, che erano responsabili nei confronti del governo britannico tramite il viceré e il segretario di Stato per l'India, dovevano accettare le raccomandazioni dei ministri a meno che, a loro avviso, non influissero negativamente sulle sue aree statutarie delle “responsabilità speciali”, come la prevenzione di ogni grave minaccia per la pace o la tranquillità di una provincia e la tutela dei legittimi interessi delle minoranze. In caso di crisi politica, il governatore, sotto la supervisione del viceré, avrebbe potuto assumere il controllo totale del governo provinciale. Ciò, infatti, consentiva ai governatori un controllo più libero di quanto qualsiasi funzionario britannico avesse goduto nella storia del Raj. Dopo le dimissioni dei ministeri provinciali del Congresso nel 1939, i governatori governarono direttamente le province dell'ex Congresso durante la guerra.
Era generalmente riconosciuto che la parte provinciale della legge conferiva molto potere e patrocinio ai politici provinciali fintanto che sia i funzionari britannici che i politici indiani rispettavano le regole. Tuttavia, la minaccia paternalistica dell'intervento del governatore britannico irritò i nazionalisti indiani.

### La parte federale
A differenza della parte provinciale della legge, la parte federale doveva entrare in vigore solo quando metà degli Stati in peso accettava di federarsi. Ciò non accadde mai e la fondazione della Federazione venne rinviata a tempo indeterminato dopo lo scoppio della seconda guerra mondiale.

### I termini
La legge prevedeva la diarchia al centro. Il governo britannico, nella persona del Segretario di Stato per l'India, attraverso il Governatore generale dell'India – Viceré dell'India, avrebbe continuato a controllare gli obblighi finanziari, la difesa, gli affari esteri dell'India ed il British Indian Army, avrebbe proceduto alle nomine chiave presso la Reserve Bank of India (tassi di cambio) e il Railway Board e la legge stabiliva che nessun disegno di legge finanziaria potesse essere presentato alla legislatura centrale senza il consenso del Governatore generale. Il finanziamento per le responsabilità britanniche e le obbligazioni estere (ad esempio rimborso di prestiti, pensioni), almeno l'80% delle spese federali, sarebbe stato non votabile e sarebbe stato tolto dall'alto prima che qualsiasi richiesta potesse essere considerata per (ad esempio) programmi sociali o di sviluppo economico. Il Viceré, sotto la supervisione del Segretario di Stato per l'India, era dotato di poteri prevaricatori e di certificazione che avrebbero potuto, teoricamente, consentirgli di governare in modo autocratico.

### Gli obiettivi
La parte federale della legge venne progettata per soddisfare gli obiettivi del Partito Conservatore. A lunghissimo termine, la leadership conservatrice si aspettava che la legge portasse a un'India nominalmente dominion, conservatrice nelle prospettive, dominata da un'alleanza di principi indù ed indù di destra che sarebbe stata ben disposta a porsi sotto la guida e la protezione del Regno Unito. A medio termine, la legge avrebbe dovuto (in ordine approssimativo di importanza):
- guadagnare il sostegno dei nazionalisti moderati poiché il suo scopo formale era quello di portare alla fine a un Dominion dell'India che, come definito dallo Statuto di Westminster 1931, praticamente equivaleva all'indipendenza;
- mantenere il controllo britannico dell'esercito indiano, delle finanze indiane e delle relazioni estere dell'India per un'altra generazione;
- ottenere il sostegno dei musulmani concedendo la maggior parte dei quattordici punti di Jinnah;[13]
- convincere i Principi ad aderire alla Federazione dando ai Principi condizioni per l'ingresso che probabilmente non sarebbero mai state eguagliate. Ci si aspettava che un numero sufficiente di membri si unisse per consentire l'istituzione della Federazione. I termini offerti ai principi includevano: 
  - Ogni principe avrebbe selezionato il rappresentante del suo stato nella legislatura federale. Non ci sarebbero state pressioni affinché i principi democratizzassero le loro amministrazioni o consentissero le elezioni dei rappresentanti statali nella legislatura federale.
  - I principi avrebbero apprezzato i pezzi grossi. Gli Stati principeschi rappresentavano circa un quarto della popolazione dell'India e producevano ben meno di un quarto della sua ricchezza. Ai sensi della legge: 
    - la Camera Alta della Legislatura Federale, il Consiglio di Stato, sarebbe stata composta da 260 membri: 156 (60%) eletti dall'India britannica e 104 (40%) nominati dai governanti degli stati principeschi.
    - La Camera bassa, l'Assemblea federale, sarebbe stata composta da 375 membri: 250 (67%) eletti dalle Assemblee legislative delle province indiane britanniche; 125 (33%) nominati dai governanti degli stati principeschi.
- Garantire che il Congresso non potesse mai governare da solo od ottenere abbastanza seggi per far cadere il governo.

Ciò venne fatto sovrarappresentando i Principi, dando a ogni possibile minoranza il diritto di votare separatamente per i candidati appartenenti alle rispettive comunità (vedi elettorato separato), e rendendo l'esecutivo teoricamente, ma non praticamente, asportabile dal legislatore.

### Gli azzardi presi
- Vitabilità della Federazione proposta. Si sperava che la federazione modificata, che comprendeva unità di dimensioni, sofisticazione e forme di governo così diverse, dagli Stati principeschi autocratici alle province democratiche, potesse fornire la base per uno stato vitale. Tuttavia, questa non era una possibilità realistica (vedi ad esempio The Making of India's Paper Federation, 1927-35 in Moore 1988). In realtà, la Federazione, come previsto dalla legge, quasi certamente non era praticabile e sarebbe rapidamente crollata, con la sinistra britannica a raccogliere i pezzi senza alcuna valida alternativa.
- I principi vedono e agiscono nel proprio interesse a lungo termine - Che i principi avrebbero capito che la loro migliore speranza per un futuro sarebbe risieduta nell'unirsi rapidamente e diventare un blocco unito senza il quale nessun gruppo avrebbe potuto sperare, matematicamente, di esercitare il potere. Tuttavia, i principi non aderirono e quindi l'esercizio del veto previsto dalla legge impedì alla Federazione di nascere. Tra i motivi per cui i Principi restarono fuori c'erano i seguenti: 
  - non ebbero la lungimiranza di rendersi conto che questa era la loro unica possibilità per un futuro.
  - Il Congresso era iniziato e sarebbe continuato, agitandosi per le riforme democratiche all'interno degli Stati principeschi. Poiché l'unica preoccupazione comune dei circa 600 principi era il loro desiderio di continuare a governare i loro stati senza interferenze, questa era davvero una minaccia mortale. Sulla carta, ciò avrebbe portato alla fine a regimi statali più democratici e all'elezione di rappresentanti degli stati nella legislatura federale. Con ogni probabilità, questi rappresentanti sarebbero stati in gran parte membri del Congresso. Se la Federazione fosse stata istituita, l'elezione dei rappresentanti degli stati nella legislatura federale sarebbe equivalsa ad un colpo di stato del Congresso dall'interno. Pertanto, contrariamente alla loro posizione ufficiale secondo cui gli inglesi avrebbero guardato favorevolmente alla democratizzazione degli Stati principeschi, il loro piano richiedeva che gli Stati rimanessero autocratici. Ciò rifletteva una profonda contraddizione nelle visioni britanniche dell'India e del suo futuro.“Durante un banchetto nello stato principesco di Benares, Hailey ha osservato che sebbene la nuova costituzione federale avrebbe protetto la loro posizione nel governo centrale, l'evoluzione interna degli stati stessi rimaneva incerta. La maggior parte delle persone sembrava aspettarsi che sviluppassero istituzioni rappresentative. Se quegli innesti alieni da Westminster avrebbero avuto successo nell'India britannica, tuttavia, rimase in sé dubbio. L'autocrazia era "un principio saldamente radicato negli Stati indiani", ha sottolineato; "attorno ad esso ardono i fuochi sacri di una tradizione millenaria", e prima gli dovrebbe essere data una buona possibilità. Il governo autocratico, "informato dalla saggezza, esercitato con moderazione e vitalizzato da uno spirito di servizio agli interessi del suddito, può ben dimostrare che può esercitare in India un appello forte quanto quello delle istituzioni rappresentative e responsabili". Questa vivace difesa fa venire in mente il classico paradosso di Nehru di come i rappresentanti dell'Occidente dinamico e avanzato si alleassero con le forze più reazionarie dell'Oriente arretrato e stagnante.”[14]

Ai sensi della legge,
“Ci sono diverse restrizioni alla libertà di discussione nella legislatura federale. Ad esempio, la legge vieta [...] qualsiasi discussione o domanda su una questione relativa a uno Stato indiano, diversa da una questione in merito alla quale il legislatore federale ha il potere di emanare leggi per quello stato a meno che il Governatore generale, a sua discrezione, è convinto che la questione riguardi gli interessi federali o un suddito britannico e ha dato il suo consenso alla questione in discussione o alla domanda posta.”
- Non erano un gruppo coeso e probabilmente si resero conto che non si sarebbero mai comportati come tale.
- Ogni Principe sembrava consumato dal desiderio di ottenere per sé il miglior affare, se il suo stato entrasse a far parte della Federazione: più soldi, più autonomia.
- Quello che veniva offerto al Centro era sufficiente per ottenere l'appoggio dei nazionalisti moderati indù e musulmani. In effetti, venne offerto così poco che tutti i gruppi significativi nell'India britannica respinsero e denunciarono la Federazione proposta. Un importante fattore che contribuì fu la continua sfiducia nei confronti delle intenzioni britanniche per le quali c'erano considerevoli basi di fatto. In quest'area vitale la legge fallì il test di Irwin:

“Non credo che [...] sia impossibile presentare la questione in una forma tale da rendere la vetrina del negozio rispettabile dal punto di vista indiano, che è davvero ciò a cui tengono tenendo la vostra mano abbastanza ferma sulle cose che contano.” (Irwin a Stonehaven, 12  novembre 1928)
- Che l'elettorato più ampio si sarebbe rivoltato contro il Congresso. In effetti, le elezioni del 1937 mostrarono un sostegno schiacciante al Congresso da parte dell'elettorato indù.
- Che dando ai politici indiani un grande potere a livello provinciale, negando loro la responsabilità al Centro, si sperava che il Congresso, l'unico partito nazionale, si sarebbe disintegrato in una serie di feudi provinciali. In effetti, l'Alto Comando del Congresso riuscì a controllare i ministeri provinciali e a costringerli alle dimissioni nel 1939. La legge mostrò la forza e la coesione del Congresso e probabilmente la rafforzò. Ciò non implicava che il Congresso non fosse composto e trovasse il suo sostegno in vari interessi e gruppi a volte in competizione. Piuttosto, riconosceva la capacità del Congresso, a differenza del Raj britannico, di mantenere la cooperazione e il sostegno della maggior parte di questi gruppi anche se, ad esempio, nelle dimissioni forzate dei ministeri provinciali del Congresso nel 1939 e nel rifiuto dell'offerta di Cripps nel 1942, ciò richiedeva una politica negativa che, a lungo andare, era dannosa per le prospettive di un'India indipendente, unita e democratica.

### La reazione indiana
Nessun gruppo significativo in India accettò la parte federale della legge. Una tipica risposta fu:
“Dopotutto, ci sono cinque aspetti di ogni governo degno di questo nome: (a) il diritto alla difesa esterna e interna e tutte le misure a tal fine; (b) Il diritto di controllare le nostre relazioni esterne; (c) Il diritto di controllare la nostra valuta e cambio; (d) Il diritto di controllare la nostra politica fiscale; (e) l'amministrazione quotidiana del territorio. [...] (Ai sensi della legge) Non avrete nulla a che fare con gli affari esterni. Non avrete niente a che fare con la difesa. Non avrete niente da fare, o, per tutti gli scopi pratici in futuro, non avrete niente a che fare con la vostra valuta e il vostro cambio, perché in effetti il Reserve Bank Bill appena approvato ha un'ulteriore riserva nella Costituzione che nessuna legislazione può essere intrapresa con al fine di modificare sostanzialmente le disposizioni di tale legge, salvo con il consenso del Governatore generale. [...] Non c'è un vero potere conferito nel Centro”. (Discorso di Bhulabhai DESAI sulla relazione della Commissione parlamentare mista sulla riforma costituzionale indiana, 4 febbraio 1935).
Tuttavia, i liberali e persino elementi del Congresso erano tiepidamente disposti a fare un tentativo:
"Linlithgow ha chiesto a Sapru se pensava ci fosse un'alternativa soddisfacente allo schema della legge del 1935. Sapru ha risposto che avrebbero dovuto attenersi alla legge e al piano federale in essa incorporato. Non era l'ideale ma in questa fase, era l'unica cosa. [...] Pochi giorni dopo la visita di Sapru, Birla andò a trovare il viceré. Pensava che il Congresso si stesse muovendo verso l'accettazione della Federazione. Gandhi non era troppo preoccupato, disse Birla, per la riserva della difesa e degli affari al centro, ma si stava concentrando sul metodo di scelta dei rappresentanti degli Stati. Birla voleva che il Viceré aiutasse Gandhi convincendo diversi Principi a muoversi verso l'elezione democratica dei rappresentanti. [...] Birla disse poi che l'unica possibilità per la Federazione risiedeva l'accordo tra governo e Congresso e la migliore speranza di questo risiedeva nella discussione tra il Viceré e Gandhi".

## Accoglienza
Nehru la definì "una macchina con forti freni ma senza motore". La definì anche una "Carta della schiavitù" Jinnah la definì "completamente marcia, fondamentalmente cattiva e totalmente inaccettabile".
Winston Churchill condusse una campagna contro l'autogoverno indiano dal 1929 in poi. Quando il disegno di legge venne approvato, lo denunciò alla Camera dei Comuni come "una gigantesca trapunta di lavori all'uncinetto confusi, un mostruoso monumento alla vergogna costruito dai pigmei". Leo Amery, che parlò successivamente, aprì il suo discorso con le parole "qui finisce l'ultimo capitolo del Libro di Geremia" e commentò che il discorso di Churchill era stato "non solo un discorso senza un raggio di speranza ; è stato un discorso dall'inizio alla fine, come tutti i suoi discorsi sull'argomento, completamente e totalmente negativo e privo di pensiero costruttivo."
Rab Butler, che in qualità di sottosegretario per l'India aveva contribuito a pilotare la legge attraverso la Camera dei Comuni, in seguito scrisse che aveva contribuito a portare l'India sulla via della democrazia parlamentare. Butler incolpava Jinnah per la successiva secessione del Pakistan, paragonando la sua forza di carattere a quella del leader unionista dell'Ulster Edward Carson, e scrisse che "uomini come Jinnah non nascono tutti i giorni", sebbene abbia anche incolpato il Congresso per non aver fatto abbastanza per corteggiare i musulmani. Nel 1954 Butler rimase a Delhi, dove Nehru, che Butler credeva si fosse in qualche modo addolcito dalle sue visioni estreme degli anni '30, gli disse che la legge, basata sui principi costituzionali inglesi di Dicey e Anson, era stata la fondatrice dell'Indian Independence Bill.

## L'attuazione della legge
Il governo britannico inviò Lord Linlithgow come nuovo viceré con il compito di mettere in vigore la legge. Linlithgow era intelligente, estremamente laborioso, onesto, serio e determinato a ottenere successo dalla legge. Tuttavia, era anche privo di fantasia, imperturbabile, legalista e trovava molto difficile "andare d'accordo" con persone al di fuori della sua cerchia immediata.
Nel 1937, dopo lo svolgimento delle elezioni provinciali, iniziò l'autonomia provinciale. Da quel momento fino alla dichiarazione di guerra nel 1939, Linlithgow cercò instancabilmente di ottenere un numero sufficiente di Principi ad aderire per lanciare la Federazione. In ciò, ricevette solo il sostegno più debole dal governo interno e alla fine i principi respinsero la Federazione "in massa". Nel settembre 1939, Linlithgow dichiarò semplicemente che l'India era in guerra con la Germania. Sebbene il comportamento di Linlithgow fosse costituzionalmente corretto, era anche offensivo per gran parte dell'opinione indiana che il viceré non avesse consultato i rappresentanti eletti del popolo indiano prima di prendere una decisione così importante. Ciò portò direttamente alle dimissioni dei ministeri provinciali del Congresso.
Dal 1939 Linlithgow si concentrò sul sostegno allo sforzo bellico.